# Науменко, Александр Григорьевич
Александр Григорьевич Науменко — российский оперный тенор, преподаватель вокала, композитор. Он родился в Липецке, Россия. После окончания Липецкого музыкального училища А. Г. Науменко учился в Московской консерватории им. П. И. Чайковского у тенора Зураба Соткилава, а затем продолжил обучение в Московской оперной студии. Он посещал мастер-классы Альфредо Крауса, Ренаты Скотто, Ренато Капеччи, Эрнста Хефлигера, Нэнси Эванс и Альдо Балдина.
Находясь в Москве, А. Г. Науменко исполнил партии Подхолусина («Брак») для Большого театра, Альфредо («Травиата»), Ленского («Евгений Онегин») и Дона Джованни («Каменный гость») в Большом зале Московской консерватории. В 1991 году он дебютировал в США в Военном мемориальном оперном театре Сан-Франциско в роли Платона Каратаева («Война и мир») под управлением Валерия Гергиева. После переезда в Великобританию выступал с английской Национальной оперой в таких ролях, как доктор Кай («Фальстаф»), под управлением Марка Элдера и Ладислава («Две вдовы»).
А. Г. Науменко много работал в Европе, исполняя различные роли, в том числе Каварадосси (Тоска) с Европейской камерной оперой, Фентон (Фальстаф) с Английской гастрольной оперой, Дон Хосе (Кармен) на Челмсфордском фестивале, Мисейл (Борис Годунов) с оперой Ирландии под управлением Александра Анисимова. Милио (Le Roi d’Ys Лало) с оперой Университетского колледжа, Флейта (Сон в летнюю ночь) и Доктор Кай (Фальстаф) для фестиваля в Альдебурге, проводимого Стюартом Бедфордом. В Германии Александр Науменко исполнил роль Моцарта («Моцарт и Сальери»). Также исполнил арии «Платон Каратаев» в «Войне и мире» и «Итальянский заключенный» в «Фриденстаге» Штрауса в Концертгебау в Амстердаме при Эдо де Ваарте, транслировавшиеся по голландскому радио.
После многочисленных выступлений, в том числе выступлений ораторов в Москве (таких как «Das Lied von der Erde» с Кремлёвским оркестром, «Реквиема Моцарта» под управлением Юрия Симонова и «Les Noces» под управлением Геннадия Рождественского в московском Концертном зале имени Чайковского) он продолжил выступать за границей. А. Г. Науменко исполнил Реквием Верди под руководством Дэвида Уилкокса в Королевском Альберт-Холле, а также «Миссу Солемнис» и рождественскую ораторию Баха в Штутгарте под управлением Хельмута Риллинга. Другие части включают Мидаса в Фебе Баха, и Пану и Оде Радости Чайковского.
Позднее А. Г. Науменко получил роль Моисея Шахкеса в «Скрипке Ротшильда» (Флейшман-Шостакович в исполнении Геннадия Рождественского), записанной для «Мелодии Рекордс». Он работал с Chandos Records для записи полных песен Рахманинова с Говардом Шелли, Джоан Роджерс, Марией Попеску и Сергеем Лейферкусом.
В настоящий момент А. Г. Науменко работает вокальным тренером в Королевском оперном театре. Ранее преподавал в Московской консерватории.
Он также работает с ведущими оркестрами, хорами и музыкальными фондами по всей Великобритании и России, включая Лондонский симфонический хор, Лондонский филармонический оркестр, CBSO Chorus и Jackdaws Music Education Trust. Недавно он работал вместе с Валерием Гергиевым в британской премьере фильма «Братья Карамазовы» в Зале Барбакана.
Наряду со сценической карьерой А. Г. Науменко продолжает работу вокального тренера и композитора.